# Donja Stranica
Donja Stranica es una localidad de Croacia situada en el municipio de Ribnik, en el condado de Karlovac. Según el censo de 2021, tiene una población de 2 habitantes.

## Demografía
| Gráfica de población de Donja Stranica 1857-2011                   |
|                                                                    |
| Según los censos de población de la Oficina de Estadísticas Croata |